# Campañas balcánicas de Mauricio
Las campañas balcánicas de Mauricio fueron una serie de expediciones militares conducidas por el emperador romano Mauricio (582–602) en un intento de defender las provincias balcánicas del Imperio romano oriental de los ávaros y los eslavos. Mauricio fue el único emperador romano oriental, aparte de Anastasio I, que hizo todo lo posible por acometer determinadas medidas en los Balcanes durante la Antigüedad tardía, prestando la debida atención a la seguridad de la frontera norte contra las incursiones bárbaras. Durante la segunda mitad de su reinado, las campañas en los Balcanes fueron el foco principal de su política exterior; la firma de un tratado de paz favorable con Persia en 591 permitió transferir tropas veteranas del frente persa a la región. La reorientación de los esfuerzos romanos pronto dio sus frutos: los frecuentes fracasos romanos hasta 591 dieron paso a una serie de victorias.
Aunque se cree que sus campañas fueron solo una medida simbólica y que la autoridad romana en los Balcanes se desvaneció inmediatamente después de su derrocamiento en 602, Mauricio estaba logrando impedir el establecimiento eslavo en los Balcanes y casi consiguió mantener la situación de la Antigüedad tardía en la zona. Sus logros se deshicieron apenas diez años después de su derrocamiento. Retrospectivamente, las campañas fueron las últimas de la serie de clásicas campañas romanas contra los bárbaros en el Rin y el Danubio, que retrasaron dos décadas el asentamiento eslavo en los Balcanes. Con respecto a los eslavos, las campañas tenían el rasgo típico de las que abordaban los romanos contra tribus no organizadas, que modernamente se llama guerra asimétrica.

## Península de los Balcanes antes de 582
La región más abandonada por los predecesores de Mauricio fueron los Balcanes. Justiniano había descuidado las defensas balcánicas contra los eslavos, quienes desde entonces amenazaron la frontera y saquearon las provincias balcánicas. A pesar de que reconstruyó las fortificaciones del limes del Danubio, evitó las campañas contra los eslavos y se centró en las guerras orientales y occidentales. Su sobrino y sucesor, Justino II, haciendo uso de la diplomacia, malquistó a los ávaros con los gépidos y luego con los eslavos, pero la única consecuencia fue hacer del gran kanato ávaro una amenaza más poderosa que la de los gépidos y los eslavos. Cuando Justino II dejó que los ávaros atacaran a los eslavos desde territorio romano, pronto descubrieron dónde se podía obtener más botín. Para empeorar las cosas, Justino II emprendió una nueva guerra contra Persia, transfiriendo fuerzas al este que eran necesarias en los Balcanes. El predecesor y suegro de Mauricio, Tiberio II Constantino, vació el tesoro. Por todas esas razones, las incursiones eslavas en los Balcanes continuaron.
Unos meses antes del ascenso de Mauricio en el invierno de 581/2, el gran kan ávaro Bayan, ayudado por auxiliares eslavos, tomó Sirmio, un gran asentamiento fortificado al sur del Danubio. Con ello, Bayan estableció una nueva base de operaciones dentro del territorio romano desde donde podía atacar cualquier lugar de los Balcanes sin obstáculos. Los ávaros evacuaron el territorio hasta que los romanos acordaron pagar ochenta mil sólidos anuales. Los eslavos, parcialmente bajo el gobierno ávaro, no estaban obligados por el tratado y continuaron saqueando el sur del Danubio.

## Incursiones ávaras y eslavas (582-591)
En 583, los ávaros exigieron un aumento del tributo a cien mil sólidos. Mauricio decidió cesar los pagos, ya que llegó a la conclusión de que nuevas concesiones solo suscitarían exigencias adicionales. La renovada invasión ávara comenzó en 583 con la conquista de Singidunum, que cayó tras enconada resistencia. Los ávaros marcharon velozmente hacia el este, se apoderaron de Viminacium y Augustae, y alcanzaron incluso Anquíalo tras apenas tres meses de guerra. Una embajada romana se reunió con ellos cerca de Anquíalo, pero las negociaciones se rompieron después de que el gran kan amenazara con nuevas conquistas, lo que originó una respuesta airada de Comenciolo, uno de los embajadores romanos. Sin embargo, Mauricio estableció la paz en 584 al aceptar pagar los cien mil sólidos que habían reclamado originalmente los ávaros. Sin embargo, los eslavos no se vieron obstaculizados por el tratado y comenzaron a saquear el sur de Macedonia y Grecia, como lo demuestran muchas acumulaciones de monedas en la región, particularmente en Ática, cerca de Atenas, y en el Peloponeso.
Como las fuerzas de Mauricio estaban ocupadas en la guerra contra los persas causada por Justino II, solo pudo reunir un pequeño ejército contra los ávaros y los eslavos que merodeaban en los Balcanes. Sus esfuerzos se vieron obstaculizados por el hecho de que las operaciones en la península eran un asunto completamente defensivo. A diferencia del teatro persa, el de los Balcanes ofrecía pocas posibilidades de que un soldado aumentara su paga mediante el pillaje, lo que hacía que luchar allí no fuera tan atractivo. A las tropas desmotivadas de Mauricio les resultó difícil lograr incluso una victoria menor. La victoria de Comenciolo en Adrianopolis 584/585, poco habitual por entonces, tuvo por consecuencia desviar las incursiones eslavas a Grecia. La evidente destrucción de vastas extensiones de la antigua Atenas probablemente ocurrió por entonces.
Más tarde, la situación en los Balcanes se deterioró de tal manera que en 585, el sah persa, Ormuz IV, confiaba en obtener un tratado de paz que le dejara Armenia. Mauricio rechazó pactar y pudo negociar términos de paz mucho más ventajosos en 591, tras varios triunfos en el campo de batalla. Por el momento, sin embargo, tuvo que soportar las incursiones ávaras y eslavas y esperar que sus fuerzas apostadas en Singidunum pudieran desbaratarlas; este contingente bizantino representaba una amenaza constante para la patria ávara, situada allende el Danubio. La presencia romana en Singidunum fue lo suficientemente fuerte como para afectar los extremos constantes de las incursiones de ávaras. Sin embargo, no pudieron evitar los ataques.
A pesar de la guarnición romana en Singidunum, los ávaros destruyeron las ciudades fortificadas de Ratiaria y Oescus, junto al Danubio, y sitiaron Tesalónica en 586; al mismo tiempo, corrieron la península griega hasta el Peloponeso. Bajo el liderazgo de Comenciolo, el ejército romano superado en número evitó cualquier enfrentamiento y se limitó a estorbar las incursiones ávaras mediante escaramuzas y ataques nocturnos, un recurso táctico aconsejado por el Strategikon de Mauricio. En 586 y 587, Comenciolo obtuvo varias victorias contra los eslavos en el bajo Danubio y en dos ocasiones casi atrapó al gran kan ávaro Bayan. En Tomis, a orillas del mar Negro el gran kan escapó a través de las marismas. En otra emboscada que le tendieron en las laderas meridionales de los Balcanes, se salvó por la falta de comunicación entre las tropas romanas.
Al año siguiente, Prisco asumió el mando. Su primera campaña en Tracia y Mesia resultó un fracaso que incluso alentó a los ávaros a avanzar hasta el mar de Mármara. Sin embargo, a medida que el estado de los puentes de los ávaros sobre el río Sava, cerca de Sirmium, se deterioraba, su presión menguó.
Aun así, Mauricio hizo todo lo posible para reforzar sus tropas en los Balcanes, mientras continuaba el saqueo eslavo. Esperaba obtener más dinero al reducir la paga de los soldados en un cuarto. El anuncio del plan desató un motín en el frente persa en 588, lo que obligó a Mauricio a abandonarlo. Como consecuencia, contó con medios limitados para mantener a raya a los ávaros y eslavos durante los tres años siguientes.

## Campañas de 591-595
A fines del verano de 591, Mauricio finalmente hizo las paces con el sah persa Cosroes II, quien cedió gran parte de Armenia al Imperio romano. Por fin, los veteranos de las guerras persas estaban a su disposición y disponía del potencial de reclutamiento de Armenia. La disminución de la presión ávara y persa permitió a los romanos centrarse en los eslavos en 590/591. Mauricio ya había visitado personalmente Anquíalo y otras ciudades de Tracia en 590 para supervisar su reconstrucción y aumentar el ánimo de sus tropas y la población local. Después de hacer las paces con Persia, aceleró el proceso al despachar tropas a los Balcanes.
En 592, sus soldados recuperaron Singidunum, pero los ávaros se la arrebataron nuevamente. Las unidades romanas más pequeñas patrullaban y perseguían a las bandas eslavas en Mesia, restableciendo las líneas de comunicación entre las ciudades romanas. El objetivo de Mauricio era restablecer una línea de defensa sólida a lo largo del río Danubio, como lo había hecho Anastasio I un siglo antes. Además, tenía la intención de mantener a los ávaros y eslavos alejados del territorio balcánico invadiendo sus tierras. Al permitir que los soldados complementasen su salario mediante el saqueo de territorio enemigo, les hizo más atractivas las campañas.
El general Prisco comenzó a obstaculizar a los eslavos que cruzaban el Danubio en la primavera de 593. Los derrotó varias veces antes de cruzar el Danubio para continuar la lucha en los pantanos y bosques inexplorados de la Gran Valaquia actual, hasta el otoño. Luego, desobedeció la orden de Mauricio de pasar el invierno en la orilla norte del Danubio, entre los pantanos y ríos congelados y los bosques sin hojas. Prisco se retiró a invernar a (Odeso). Esto permitió una nueva incursión eslava en Mesia y Macedonia en 593/594, durante la cual las ciudades de Aquis, Scupi y Zaldapa en Dobruya fueran destruidas.
En 594, Mauricio relevó a Prisco y lo reemplazó por su propio hermano Pedro, que carecía de experiencia. A pesar de su fracaso inicial, Pedro mantuvo su posición, derrotó a los eslavos (Prisco habla de los búlgaros) en Marcianopolis y patrulló el Danubio entre Novae y el mar Negro. A finales de agosto, cruzó el Danubio cerca de Securisca, al oeste de Novae, y se abrió paso hasta el río Helibacia, lo que desbarató efectivamente los preparativos eslavos para nuevas campañas de saqueo.
Ese éxito permitió a Prisco, al que se le había confiado el mando de otro ejército para evitar un asedio ávaro de Singidunum en 595, poner en marcha una acción combinada con la flota romana del Danubio. El hecho de que los ávaros se retiraran y abandonaran sus planes de destruir la ciudad y deportar a sus habitantes, a diferencia de lo sucedido en 584 cuando se apoderaron de ella, mostró su falta de confianza y la amenaza que vieron en la fortaleza fronteriza.
Posteriormente, los ávaros se dirigieron a Dalmacia, donde saquearon varias fortalezas, evitando combatir con Prisco. A los comandantes romanos nunca les preocuparon demasiado las incursiones de los bárbaros en esa provincia remota y empobrecida, por lo que Prisco tuvo que actuar con cautela. No podía permitirse el lujo de descuidar la defensa del Danubio, por lo que envió un pequeño destacamento a detener la incursión ávara. El contingente estorbó la marcha del enemigo e incluso recuperó parte del botín que este había obtenido.

## Interludio pacífico (596-597)
Después de esa única incursión ávara en Dalmacia, de escasos resultados, solo hubo acciones menores en los Balcanes durante aproximadamente un año y medio. Desalentados por la falta de éxito, los ávaros vieron más posibilidades de botín en Occidente y acometieron a los Francos en 596. Mientras tanto, los romanos usaron Marcianópolis, cerca de Odeso, como base de operaciones en el Danubio inferior contra los eslavos, aunque no aprovecharon la ausencia de los ávaros. Por otra parte, no hubo grandes incursiones eslavas en territorio imperial.

## Campañas renovadas (597-602)
Fortalecidos por los pagos de los francos, los ávaros reanudaron sus campañas danubianas en el otoño de 597, lo que sorprendió a los romanos. Lograron incluso asediar al ejército de Prisco en Tomis. El 30 de marzo de 598, sin embargo, levantaron el sitio, ya que Comenciolo se acercaba al frente de un ejército de socorro con soldados bastante bisoños; tras rebasar los Haemimons y avenzaba a lo largo del Danubio y había llegado a Zikidiba, cerca de la actual Medgidia, a solo treinta kilómetros de Tomis. Por razones se desconocen, Prisco no persiguió a los ávaros y ayudó a Comenciolo. Este último se vio obligado a retirarse a Iatrus, donde, sin embargo, sus tropas fueron derrotadas y tuvieron que abrirse paso hacia el sur por la Cordillera de Haemus. Los ávaros aprovecharon la victoria para avanzar a Drizipera, cerca de Arcadiopolis, entre Adrianopolis y Constantinopla, donde una gran parte del ejército y siete hijos del gran kan murieron de peste.
Comenciolo fue relevado temporalmente del mando y reemplazado por Filípico, y Mauricio convocó a las fracciones del Circo y sus propios guardaespaldas para defender los largos muros al oeste de Constantinopla. Por el momento, Mauricio había logrado comprar a los ávaros, y ese mismo año se concluyó un tratado de paz con Bayan, el gran kan, que permitía explícitamente las expediciones romanas en Valaquia. Los romanos emplearon el resto del año en reorganizar sus fuerzas y analizar las causas del fracaso.
Luego, infringieron el tratado: Prisco avanzó en la comarca de Singidunum y pasó el invierno en ella en 598/599. En 599, los ejércitos de Prisco y Comenciolo marcharon río abajo hacia Viminacium y cruzaron el Danubio. Vencieron a los ávaros en la orilla norte, en campo abierto en su propia tierra. No fue tan solo la primera derrota ávara en su patria, sino que en la batalla perecieron también varios hijos más de Bayan. Prisco penetró luego más al norte en la llanura panónica, la patria ávara. Batió a los ávaros en el corazón de su imperio, mientras Comenciolo permanecía cerca del Danubio. Después, Prisco devastó amplias extensiones de tierra al este del Tisza, de la misma manera que los ávaros y los eslavos habían hecho en los Balcanes. Varias tribus ávaras y sus súbditos gépidos sufrieron bajas particularmente altas. Los ávaros libraron otras dos batallas a orillas del Tisza, en las que fueron nuevamente vencidos.
Además, el exarca de Ravena Calínico rechazó los ataques eslavos en Istria en 599.
Comenciolo reabrió el puerto de la Puerta de Trajano, cerca del moderno Ihtiman, en otoño de 599; los romanos hacía décadas que no lo utilizaban. En 601, Pedro avanzó hasta el Tisza y mantuvo a los ávaros lejos de las cataratas del Danubio, que debía quedar protegido del enemigo para que la flota del Danubio pudiese acercarse a las ciudades de Sirmium y Singidunum. En 602, Pedro infligió otra severa derrota a los eslavos en Valaquia; por ese entonces el gran kanato estaba al borde del colapso debido al motín de varias tribus ávaras. Una de las tribus rebeldes se pasó incluso al bando romano. Por el momento, los romanos habían restablecido con éxito la línea del Danubio, y la defensa avanzada en los territorios hostiles de Valaquia y Panonia se libró con éxito. Sin embargo, cuando Mauricio ordenó al ejército que pasara el invierno de 602/603 en la orilla norte del Danubio para continuar las campañas y ahorrar dinero en acantonamientos, las tropas se amotinaron, como lo habían hecho en 593. Mientras que Prisco había utilizado su juicio e iniciativa propia, Pedro no se atrevió a desobedecer las órdenes del emperador. Por lo tanto, pronto perdió el control de su ejército, que marchó directamente hacia Constantinopla. Eso llevó al derrocamiento y muerte de Mauricio en lo que constituyó el primer golpe de Estado consumado en Constantinopla.

## Península de los Balcanes después de 602
Mauricio había pacificado las fronteras de los Balcanes, una hazaña no realizada desde el reinado de Anastasio I. Los ávaros y los eslavos habían sido mantenidos severamente a raya. Las provincias se encontraban en una etapa de potencial recuperación; la reconstrucción y el reasentamiento fueron las claves para volver a asegurar firmemente el gobierno romano. Mauricio había planeado asentar a los milicianos armenios en las áreas despobladas y romanizar a los colonos eslavos de la zona. Sin embargo, después de su derrocamiento, esos planes se desviaron, así como las campañas y la posible destrucción o sumisión del Imperio ávaro. El nuevo emperador romano, Focas (602–610), tendría que luchar contra los persas. Una vez más: el enemigo oriental ocupó Armenia en la primera fase de la nueva guerra. Por lo tanto, Focas no pudo continuar las campañas con la misma escala que antes ni asentar a ningún armenio en los Balcanes. Eso finalmente condujo a la disminución del dominio romano en la Prefectura de los Balcanes, marcando el fin de la Antigüedad tardía en esa región.

### Campañas balcánicas desconocidas de Focas (602–612/615)
La opinión de que el control romano de los Balcanes colapsó inmediatamente después de su ascenso no está respaldada por la evidencia.
Focas continuó las campañas de Mauricio, aunque con mucho menos rigor y disciplina ya que transfirió gran cantidad de tropas al este. Sin embargo, incluso después de 605, es poco probable que retirara todas las fuerzas de los Balcanes debido a su tracio patrimonio. No hay evidencia arqueológica como acumulaciones de monedas o destrucción de comunidades que muestren incursiones eslavas o ávaras, y mucho menos un colapso total del poder romano durante el reinado de Focas. Por el contrario, hay evidencia de que refugiados de Dardania, Dacia y Panonia buscaron protección en Tesalónica solo bajo su sucesor, Heraclio (610–641). Incluso una recuperación moderada bajo Focas pudo haber tenido lugar. Evidentemente, muchas fortalezas fueron reconstruidas bajo Mauricio o Focas. Sin embargo, aun así, fue la inacción de Focas, más o menos impuesta por el deterioro de la situación en el frente persa, lo que allanó el camino para las invasiones masivas de la primera década de Heraclio, así como el eventual colapso del gobierno romano sobre los balcanes.

### La gran incursión eslavo-ávara (612–626)
Es probable que Heraclio haya retirado todas las fuerzas romanas de los Balcanes. La guerra civil contra Focas condujo a un sin igual deterioro del frente persa. Eso, así como las campañas exitosas contra los Lombardos en el Friul en 610 y contra los Francos en 611, probablemente alentaron a los ávaros y sus súbditos eslavos a renovar sus incursiones después de 612. Es probable que la captura persa de Jerusalén en 614 sea el evento clave que demostró que la represalia romana era poco probable. Para apoyar esta visión, las crónicas escritas en los 610 nuevamente registran el pillaje al por mayor. Ciudades como Justiniana Prima y Salona sucumbieron a tales ataques. Se desconoce cuándo un área determinada fue dominada por tribus eslavas, pero algunos eventos destacan claramente: la destrucción de Novae después de 613, la conquista de Naissus y Serdica y la destrucción de Justiniana Prima en 615; tres asedios de Tesalónica (c.604, 615 y 617); la batalla de Heraclea Perinthus, a orillas del mar de Mármara en 619; Incursiones eslavas en Creta en 623 y el sitio de Constantinopla en 626. Desde 620 en adelante, la evidencia arqueológica también proporciona evidencia de asentamientos eslavos en las regiones balcánicas destruidas.

### Lenta declinación de los Balcanes después de 626
Algunas ciudades sobrevivieron a las incursiones de ávaros y eslavos y pudieron mantener comunicaciones con Constantinopla a través del mar y los ríos. Las crónicas mencionan a un comandante romano en Singidunum a mediados del reinado de Heraclio. Gracias a los afluentes del Danubio accesibles por barco, los asentamientos romanos sobrevivieron como el Veliko Tarnovo actual en el río Yantra, que incluso tiene una iglesia construida en el siglo VII. Heraclio aprovechó el corto tiempo transcurrido entre el final de la última guerra contra Persia en 628 y el comienzo de los ataques árabes en 634 para tratar de restablecer al menos algún tipo de autoridad sobre los Balcanes. Evidencia clara de ello es la construcción de la fortaleza de Nicópolis en 629. Heraclio también permitió que los Serbios se establecieran en los Balcanes como foederati contra los ávaros y los Croatas en Dalmacia y Baja Panonia; Los Croatas incluso empujaron la frontera hacia Sava en 630. Sin embargo, al tener que luchar contra los árabes en el este, no pudo terminar su proyecto. El dominio romano en las zonas rurales de los Balcanes se limitó a los éxitos logrados en campañas cortas de verano. Las ciudades de los Balcanes, tradicionalmente los principales centros de la civilización romana, habían degenerado de la polis populosa, rica y autosuficiente de la Antigüedad a un kastron limitado y fortificado. No pudieron formar un núcleo cultural y económico sobre el que pudiera construir el estado romano. Su población fue entonces asimilada por los colonos eslavos. Aun así, algunas ciudades a lo largo del Danubio conservaron sus rasgos romanos hasta la invasión proto-búlgara de 679, estando también bajo el dominio bizantino hasta entonces. El hecho de que los Protobúlgaros usaron una forma degradada del griego como su lengua administrativa muestra que la población y las estructuras administrativas romanas existían allí incluso después del 679. En Dalmacia, las lenguas romances (dálmata) persistieron hasta fines del siglo XIX y en Macedonia, los antepasados de los aromas modernos, sobrevivieron como nómadas trashumantes. En el centro de Albania, un pequeño grupo étnico, inadvertido durante siglos de dominio romano, conservó su idioma prerromano y también sobrevivió a la llegada Eslava, los antepasados de los albaneses de hoy en día.
En resumen, el declive del poder romano en los Balcanes fue un asunto lento que tuvo lugar solo debido a la falta de presencia militar bizantina. Al no contar con tropas en los Balcanes, Bizancio no podría haber proporcionado una comunicación segura entre las ciudades. Bizancio podría imponer localmente una regla sobre los eslavos de los Balcanes solo a corto plazo, no lo suficiente como para asimilarlos. Sin embargo, utilizó cualquier oportunidad dada por las pausas de actividad en el frente árabe para subyugar a los eslavos y reasentarlos en masa a Asia Menor.
Después de un retraso de dos siglos, Tracia y Grecia volvieron a ser helenizadas, mientras que, con la excepción de los albaneses y los Valacos proto-rumanos, el resto de los Balcanes bizantinos quedaron permanentemente eslavizados.